# Аглигадак
Аглигадак (англ. Agligadak, алеут. Agligadax) — небольшой остров в составе группы Андреяновских островов, которые в свою очередь входят в состав Алеутских островов. В административном отношении относится к зоне переписи населения Западные Алеутские острова, штат Аляска, США.
Расположен примерно в 5 км к востоку от острова Амля. Составляет 300 м в длину. Впервые нанесён на карту Тебеньковым в 1852 году и подписан современным названием. Название произошло от алеутского слова, означающего «альбатрос».